# Maurice Piat
Pour les articles homonymes, voir Piat (homonymie).
Maurice Piat, né le 19 juillet 1941 à Moka, est un religieux spiritain mauricien, évêque du diocèse de Port-Louis de 1993 à 2023, et cardinal depuis 2016.

## Biographie

### Jeunesse et formation
Maurice Piat descend d'une famille de colons franco-mauriciens installée dans l'île depuis deux siècles. Il est le fils de Maurice Piat et de son épouse, née Alice Koenig. Il fait ses études au collège du Saint-Esprit de Quatre-Bornes, puis fait son noviciat chez les spiritains irlandais, où il prononce ses vœux en 1962. Il poursuit ses études à Dublin, puis au séminaire pontifical français de Rome. Il est ordonné par Jean Margéot en 1970. Il obtient sa licence de théologie de la Grégorienne en 1972.

### Prêtre
Maurice Piat enseigne ensuite au collège Saint-Esprit et s'occupe pendant une dizaine d'années de la formation des séminaristes avec une interruption en 1977-1979 où il suit un recyclage à Paris. Il est ensuite vicaire à la paroisse Saint-François-d'Assise de Pamplemousses, puis curé de la paroisse du Cœur-Immaculée-de-Marie de Rivière du Rempart en 1986. Parallèlement il monte des communautés de base avec son évêque. En 1989, c'est l'année de la visite du pape Jean-Paul II à Maurice et de sa visite au tombeau du Père Laval.

### Évêque
Il est nommé évêque coadjuteur de diocèse de Port-Louis le 21 janvier 1991. il est consacré évêque le 19 mai suivant par le cardinal Jean Margéot, évêque de Port-Louis, les coconsécrateurs étant NNSS Gilbert Aubry, évêque de la Réunion, et Alphonsus Mathias, archevêque de Bangalore. Il succède  au cardinal Margéot en 1993. Il se prononce en faveur d'une option préférentielle pour les pauvres. Il divise l'île en secteurs pastoraux. Il convoque un synode diocésain en 1997, dont les résultats sont publiés en l'an 2000. Maurice Piat s'efforce de faire cohabiter toutes les communautés ethniques du pays dans le respect mutuel des autres religions et manifeste sa loyauté aux autorités politiques et civiles du pays.
Maurice Piat a été président de la Conférence épiscopale de l'océan Indien (C.E.D.O.I.) de 1996 à 2002 puis de 2013 à 2016, et membre de la seconde assemblée spéciale pour l'Afrique du synode des évêques du 4 au 25 octobre 2009.

### Cardinal
Il est créé cardinal comme seize autres prélats lors du consistoire du 19 novembre 2016 par le pape François, qui lui attribue le titre de Santa Teresa al Corso d'Italia.